# Giuseppe Pezzella
Giuseppe Pezzella (ur. 29 listopada 1997 w Neapolu) – włoski piłkarz występujący na pozycji obrońca we włoskim klubie Atalanta. Wychowanek Monteruscello, w trakcie swojej kariery grał także w takich zespołach, jak Palermo, Udinese, Genoa oraz Parmy. Młodzieżowy reprezentant Włoch.